# Théâtre national de Miskolc
Le Théâtre national de Miskolc (en hongrois : Miskolci Nemzeti Színház) est un édifice situé à Miskolc. 